# Anja Simon Onjwo
Chief Anja Simon Onjwo est un homme politique camerounais et chef traditionnel du village Bantakpa à Akwaya, département de la Manyu, région du Sud-Ouest du Cameroun. Il est nommé à la chambre haute du parlement camerounais par le Président de la République en mai 2013. Il décède le 7 novembre 2023 en Turquie. 

## Parcours politique
Chief Anja Simon Onjwo est une figure politique camerounaise, membre du Rassemblement démocratique du peuple camerounais (RDPC). Le 8 mai 2013, il fait partie des trente personnalités nommées au Sénat par le chef de l’État en vertu du décret N°2013/149 du 08 mai 2013 portant nomination de Sénateurs. Il est le deuxième leader traditionnel du Sud-Ouest nommé à cette fonction parlementaire aux côtés de Fon Mukete Essimi Ngo Victor. En 2018, ils conservent tous deux leurs sièges de sénateurs et entament un second mandat sénatorial. Chief Anja Simon Onjwo représente ainsi une fois de plus l'autorité traditionnelle lors de la deuxième législature du Sénat camerounais à la suite du décret N° 2018/242 du 12 avril 2018 portant nomination de Sénateurs,. Il bénéficiera à nouveau de la confiance présidentielle cinq années plus tard lorsqu'il sera reconduit dans ses fonctions de Sénateur titulaire lors de la troisième législature du Sénat camerounais en vertu du décret N°2023/188 du 31 mars 2023. Seulement, il n'ira pas au terme de ce mandat frappé par la mort le 2 novembre 2023. 